# Centrul Cultural Internațional Oscar Niemeyer
Centrul Cultural Internațional Oscar Niemeyer  (în spaniolă Centro Cultural Internacional Oscar Niemeyer) este un complex cultural proiectat de Oscar Niemeyer unde au loc diverse evenimente culturale și artistice, expoziții, muzică, teatru și dans, film, produse alimentare, educație printre altele... Centrul este situat în Avilés (Asturia, Spania).
Autorul și-a descris opera ca "O piață deschisă în jurul lumii, un loc pentru educație, cultură și pace."

## Galerie

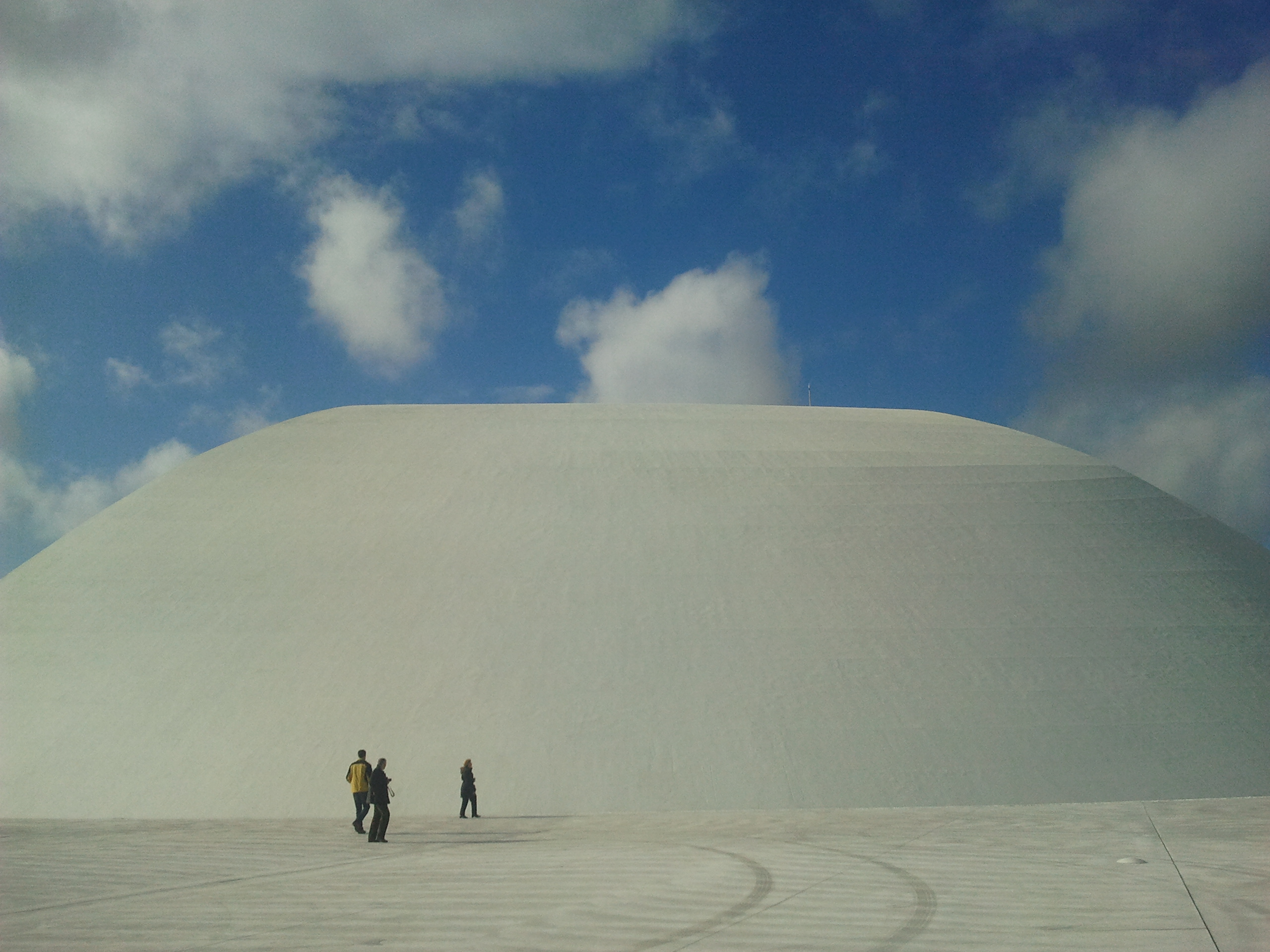
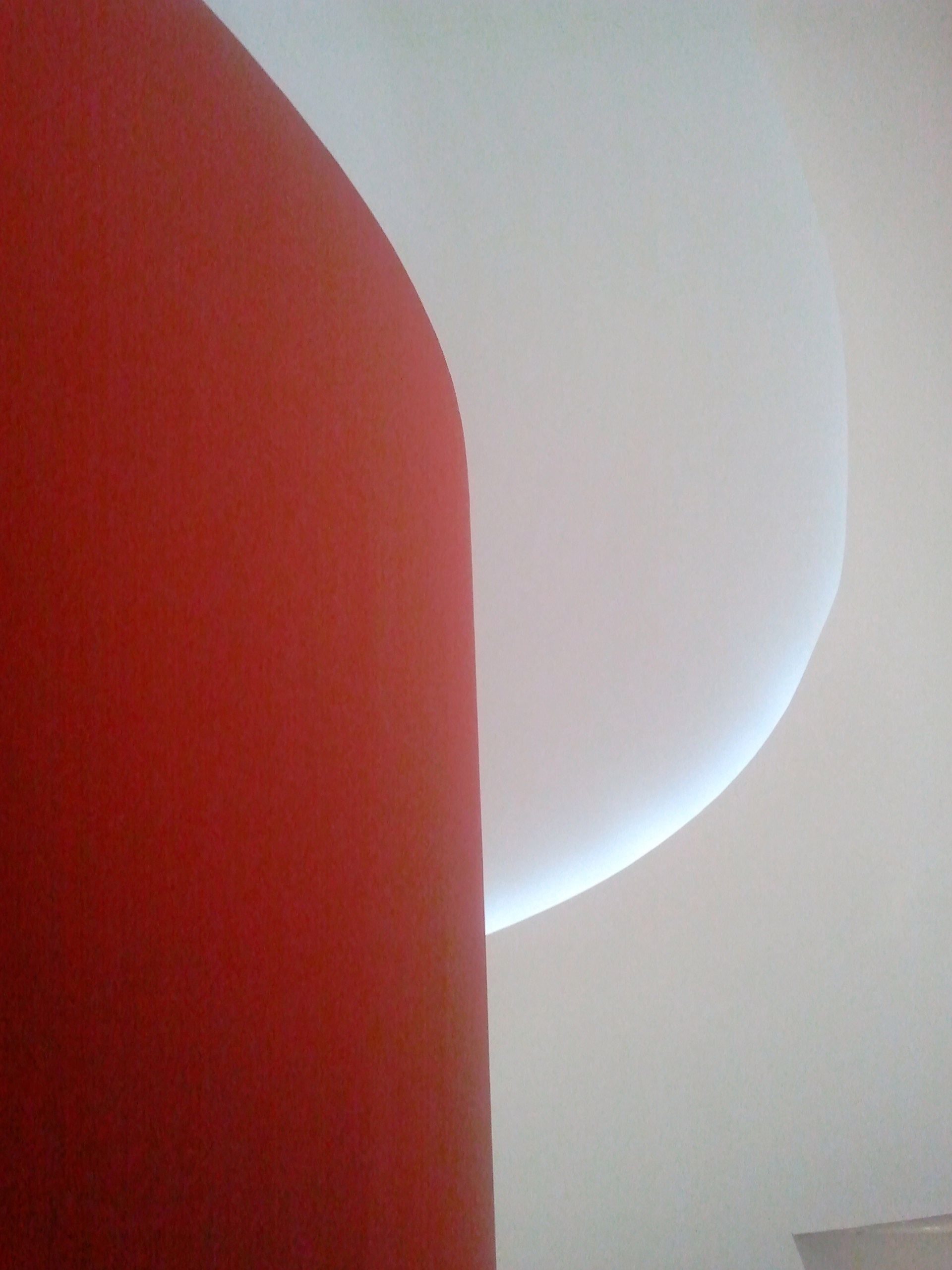
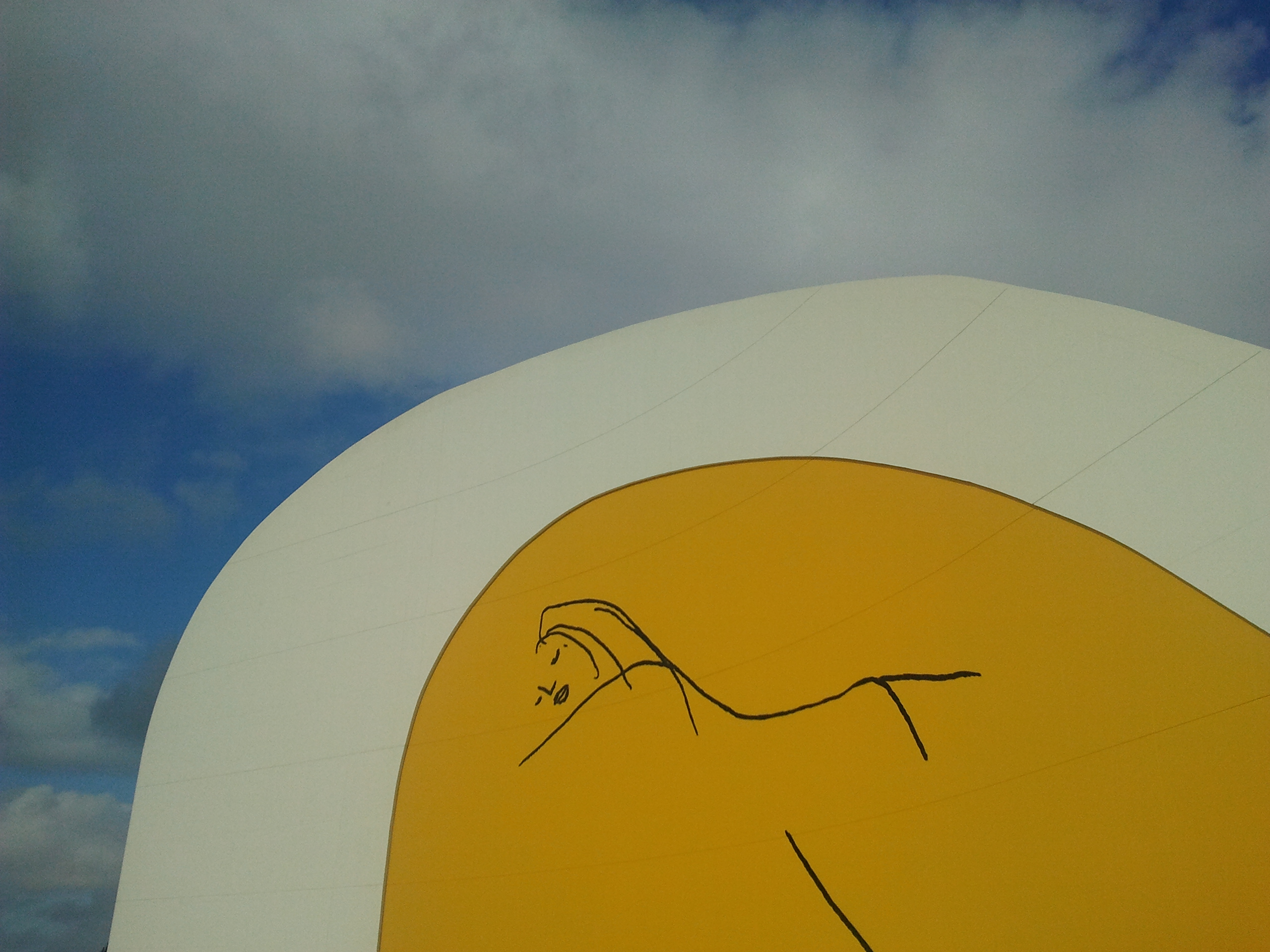
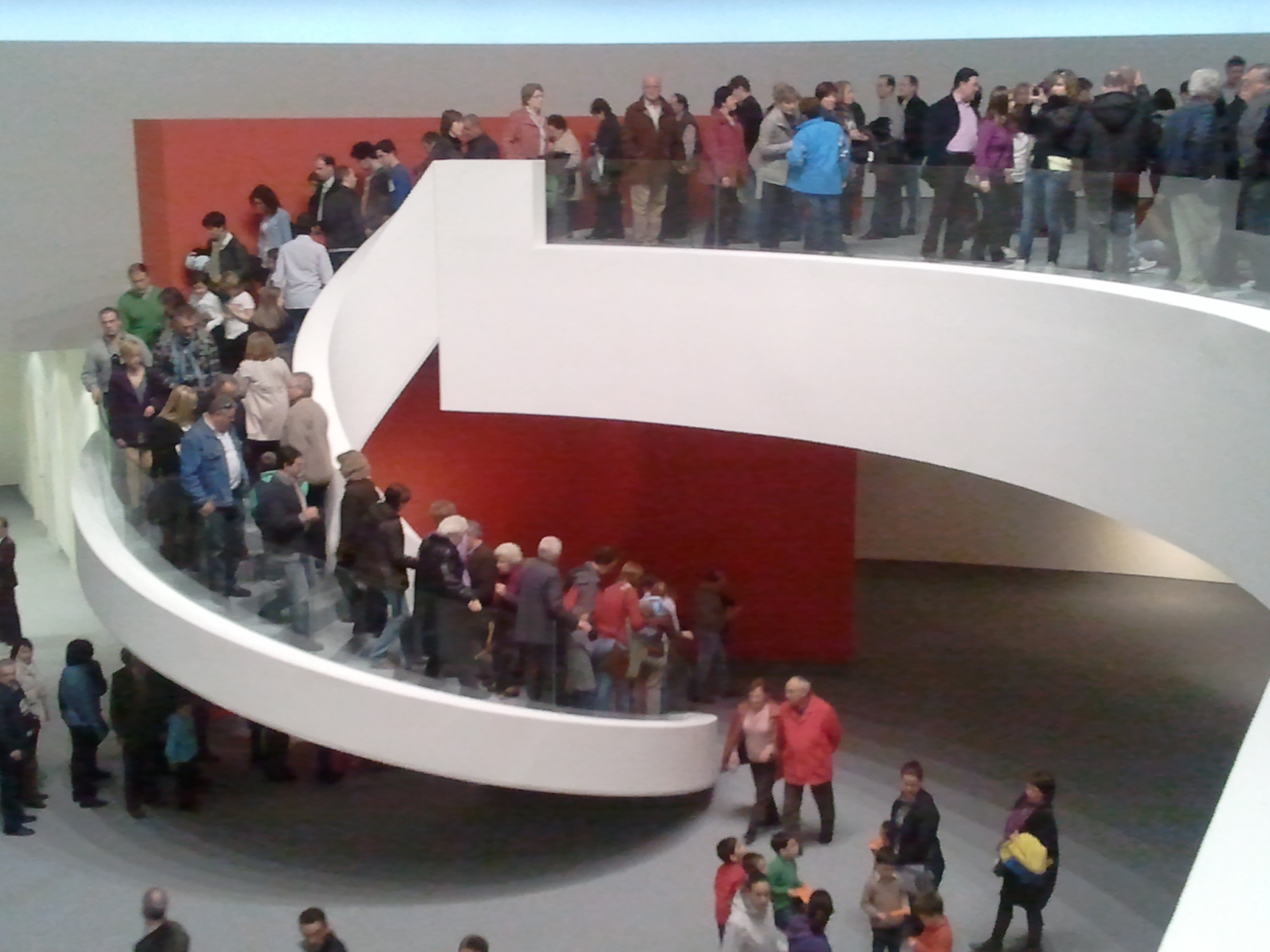
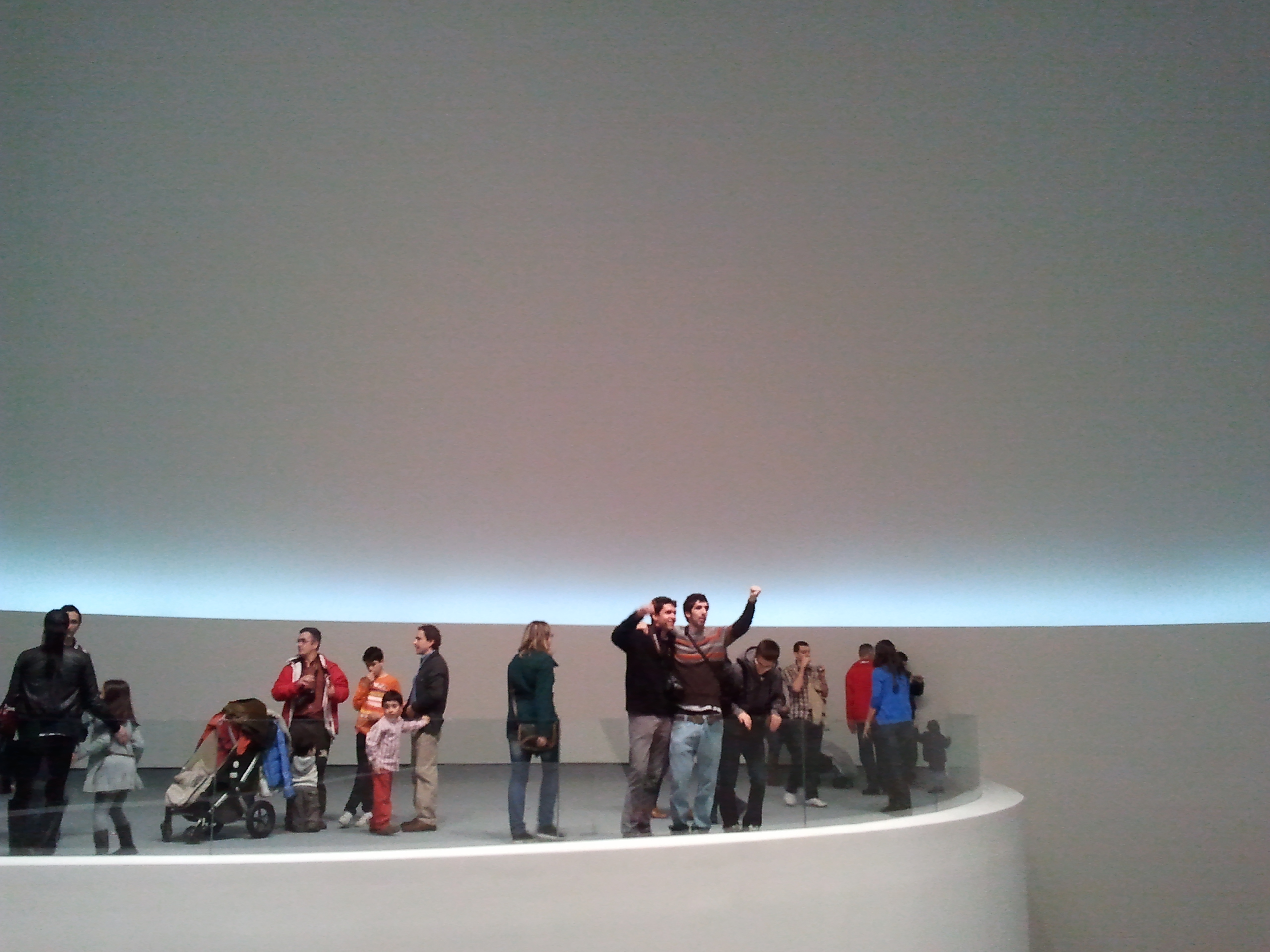
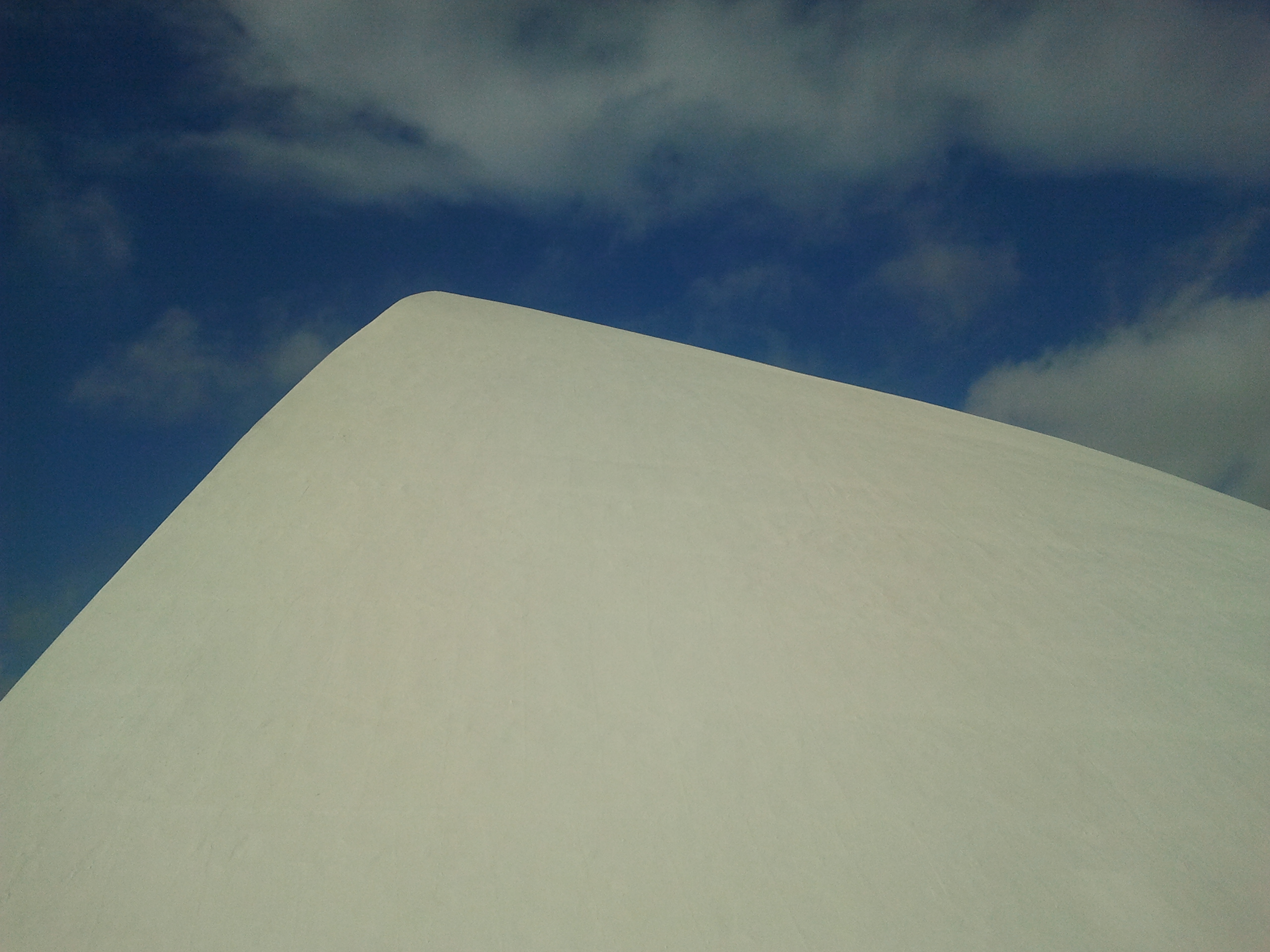
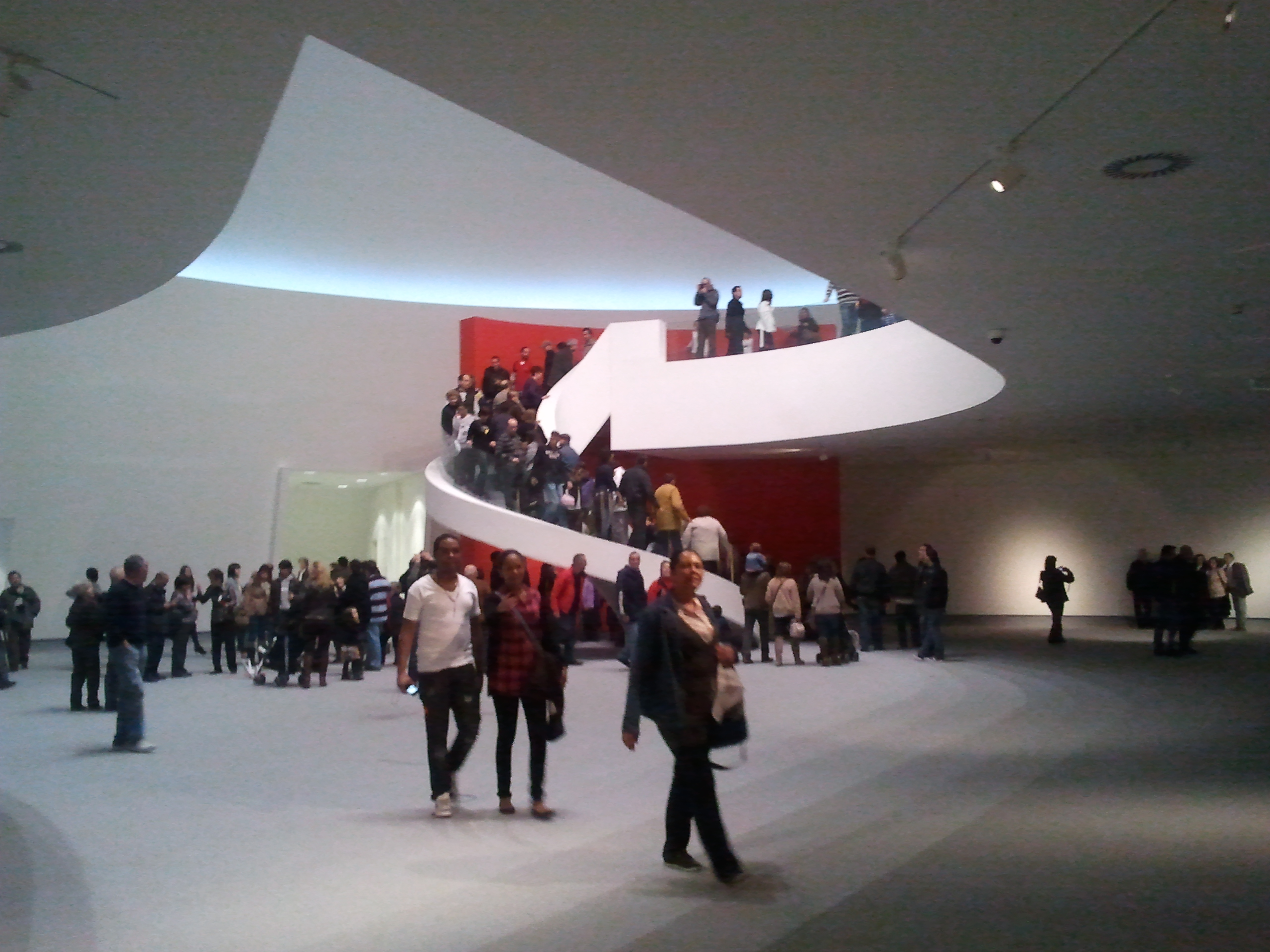
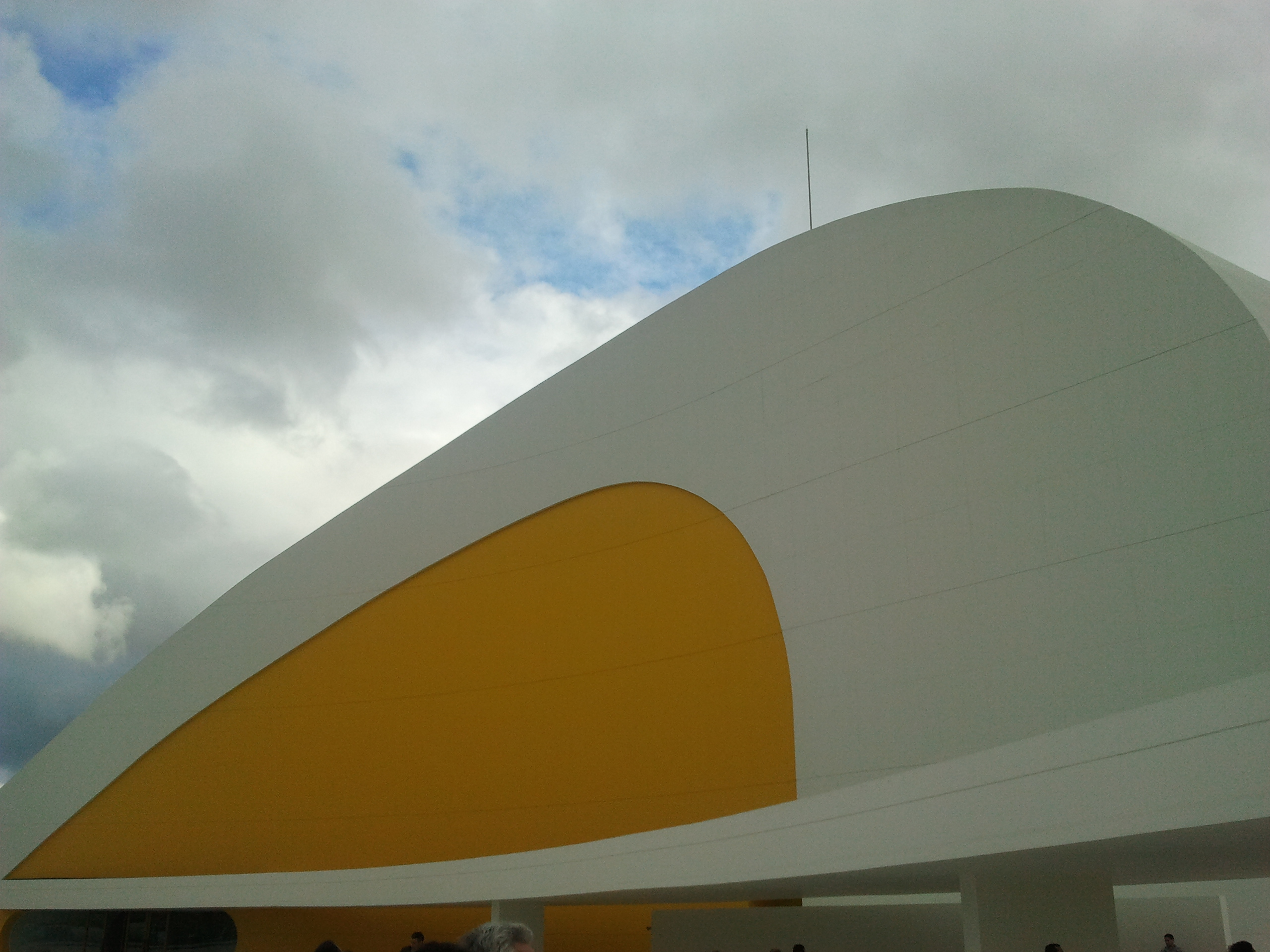
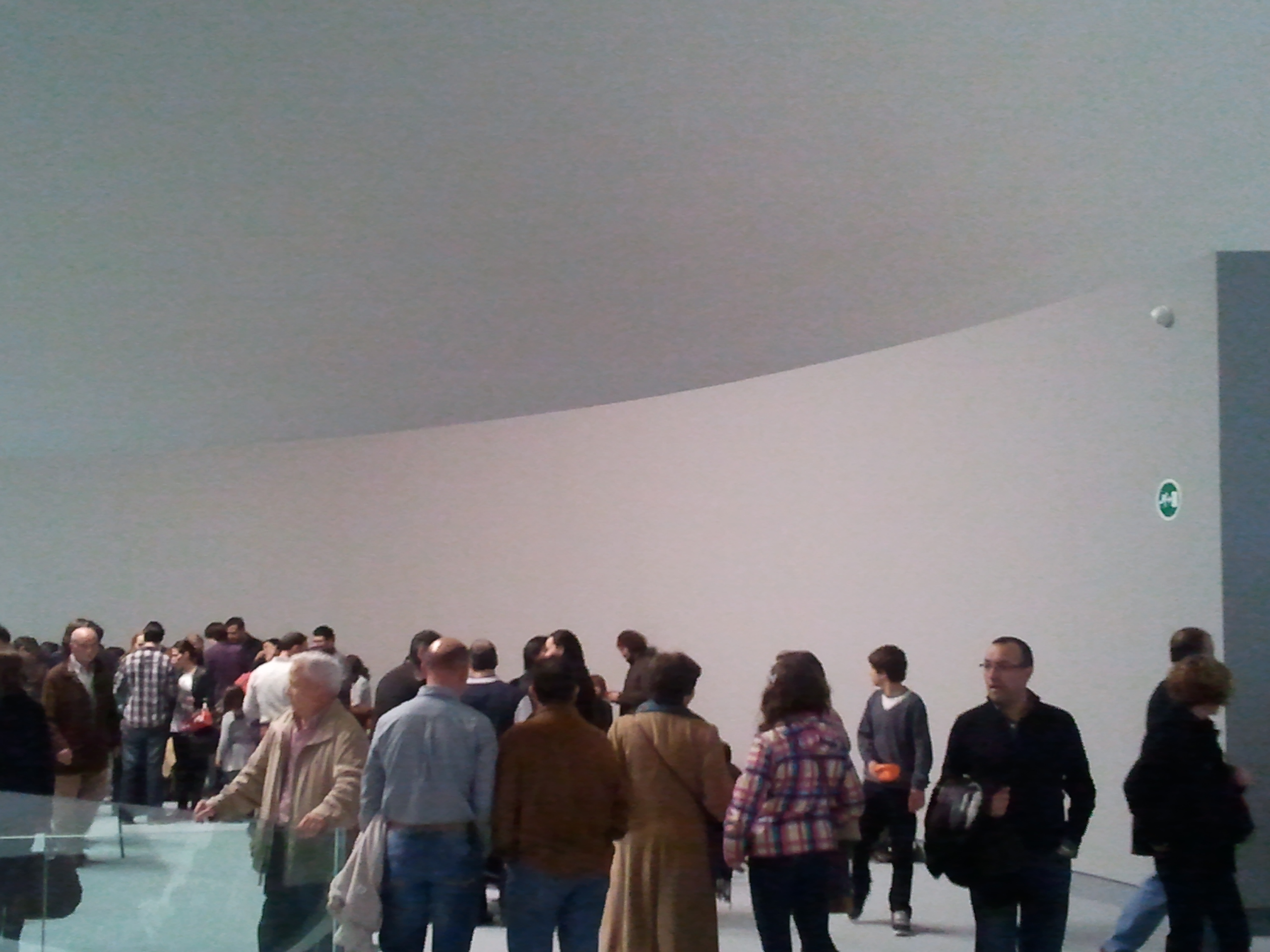
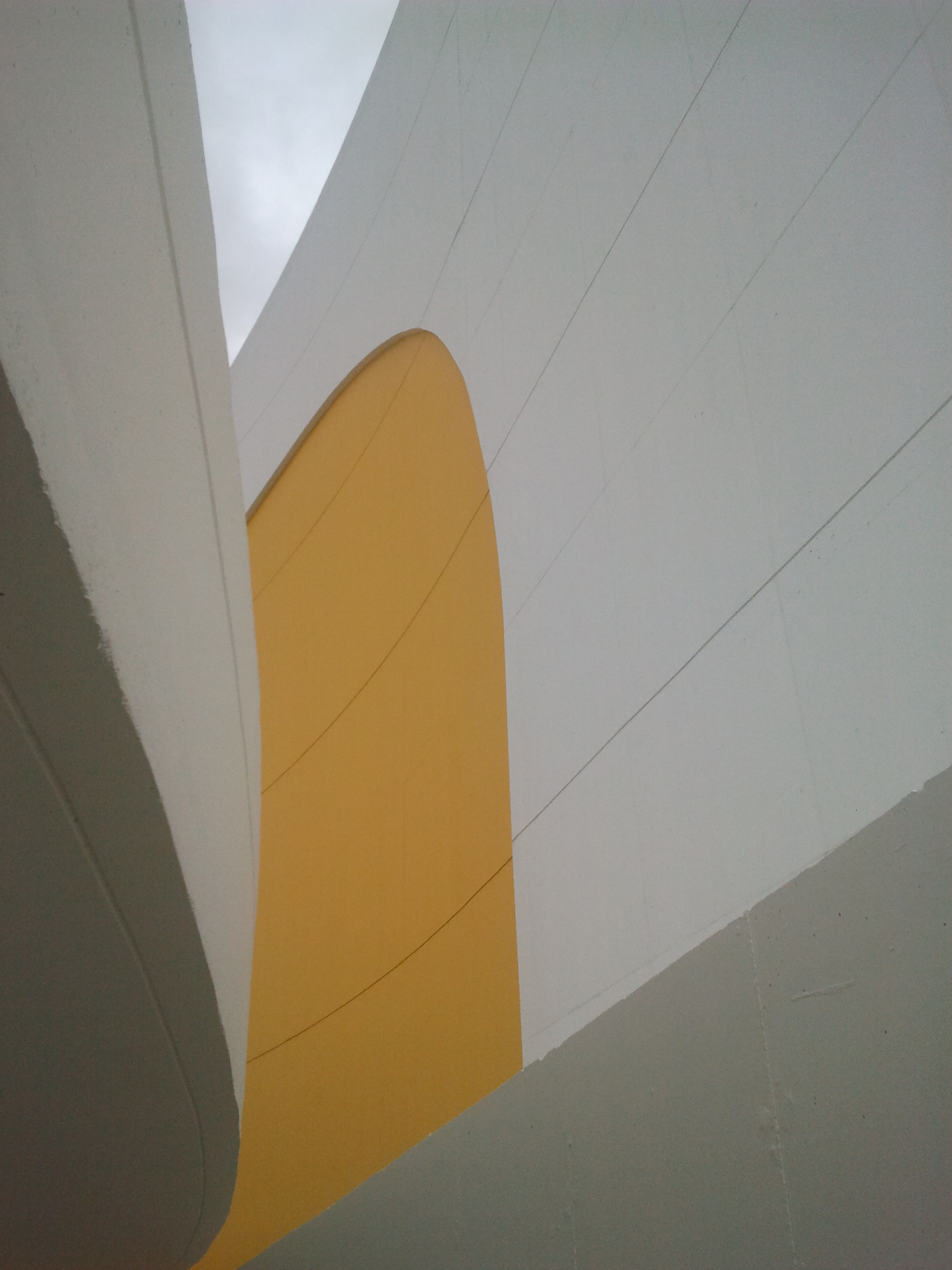
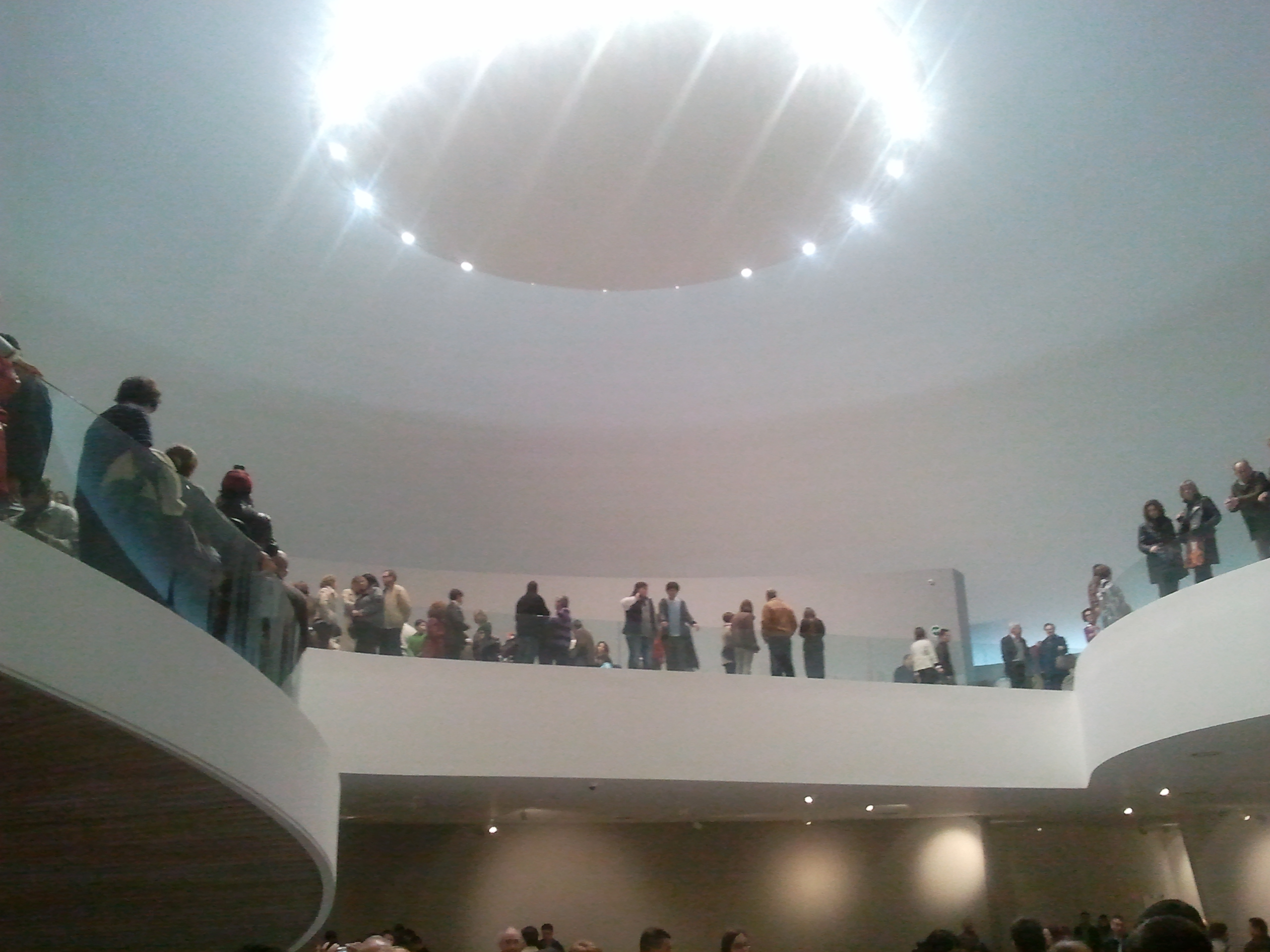
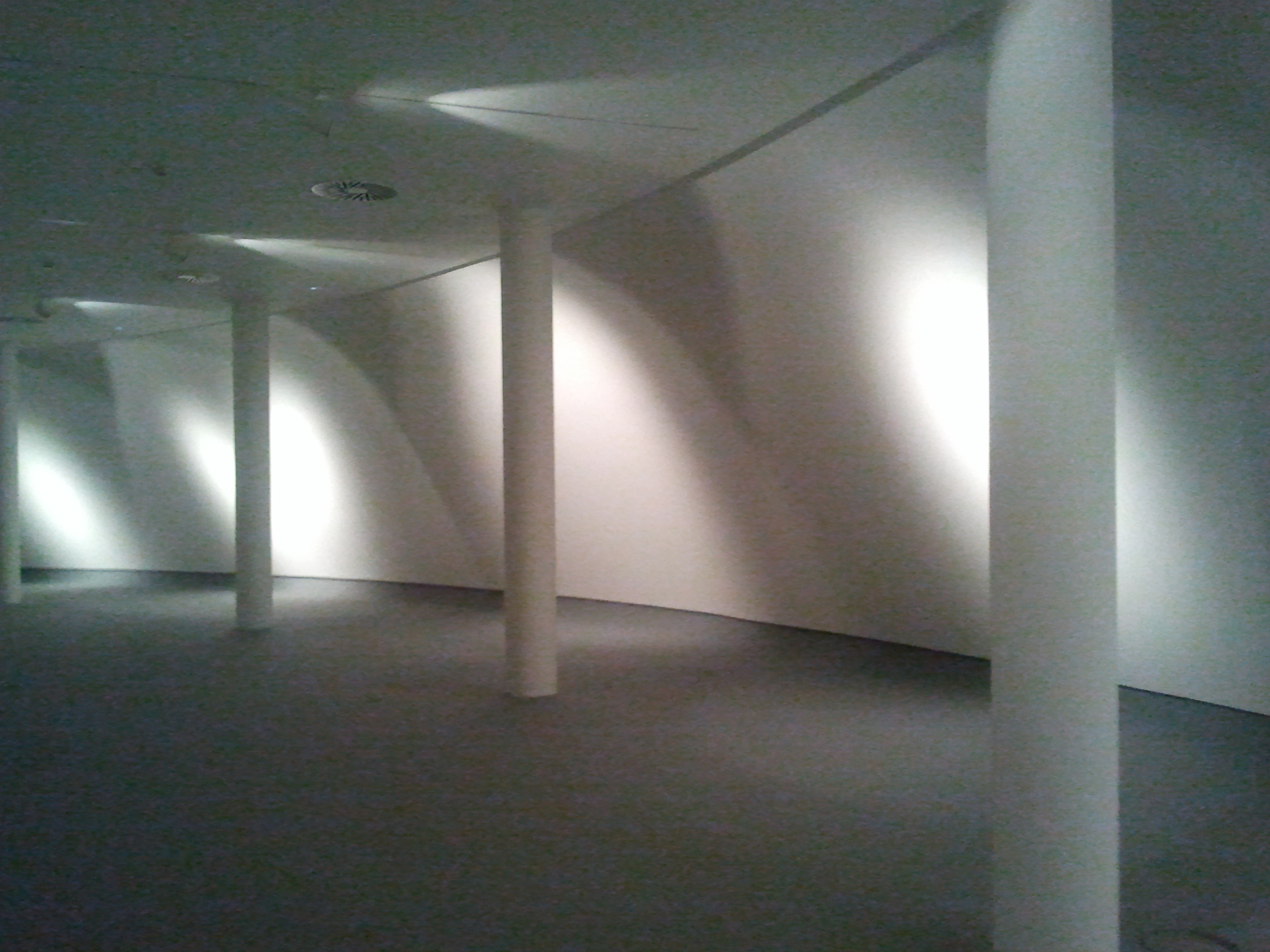
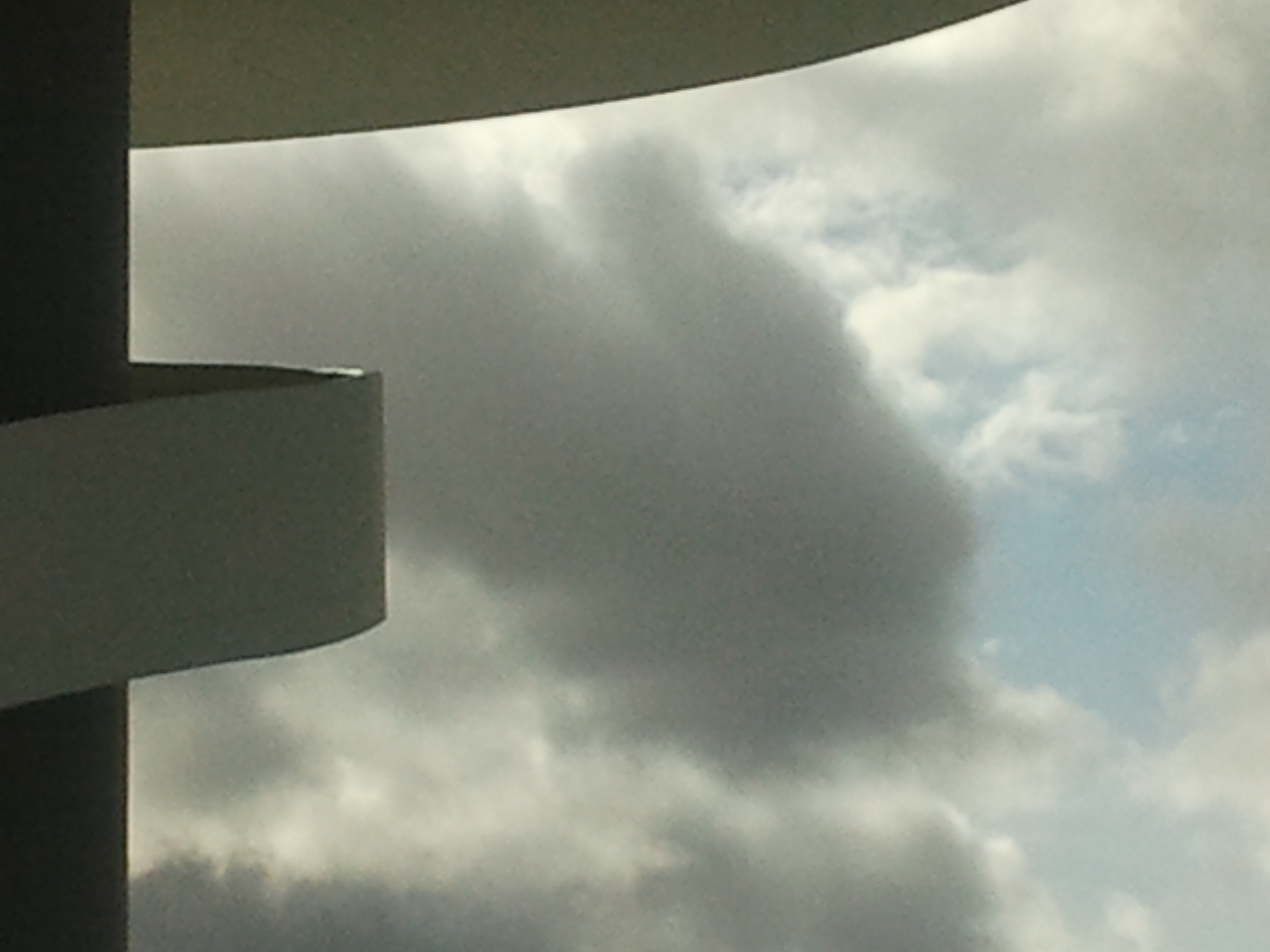

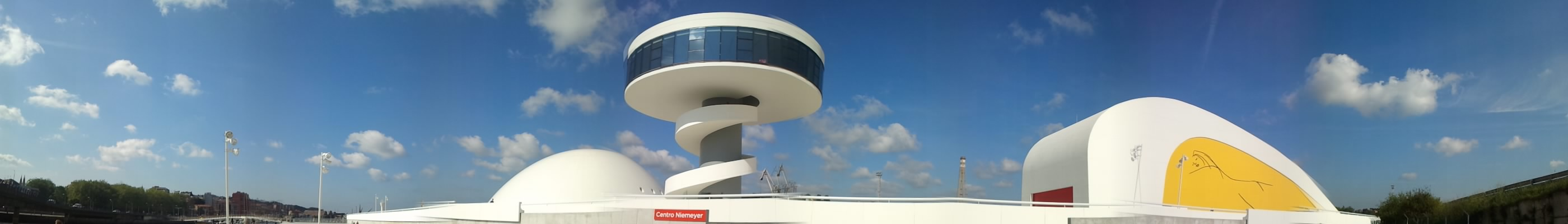
Centrul Cultural Internațional Oscar Niemeyer